# Třešovice
Třešovice (en allemand : Treschowitz) est une commune du district de Strakonice, dans la région de Bohême-du-Sud, en République tchèque. Sa population s'élevait à 77 habitants en 2020.

## Géographie
Třešovice se trouve à 8 km au sud-est du centre de Strakonice, à 45 km au nord-ouest de České Budějovice et à 102 km au sud-sud-ouest de Prague.
La commune est limitée par Jinín au nord, par Cehnice à l'est, par Paračov au sud et par Kuřimany et Miloňovice à l'ouest.

## Histoire
La première mention écrite du village date de 1303.